# 宇土駅

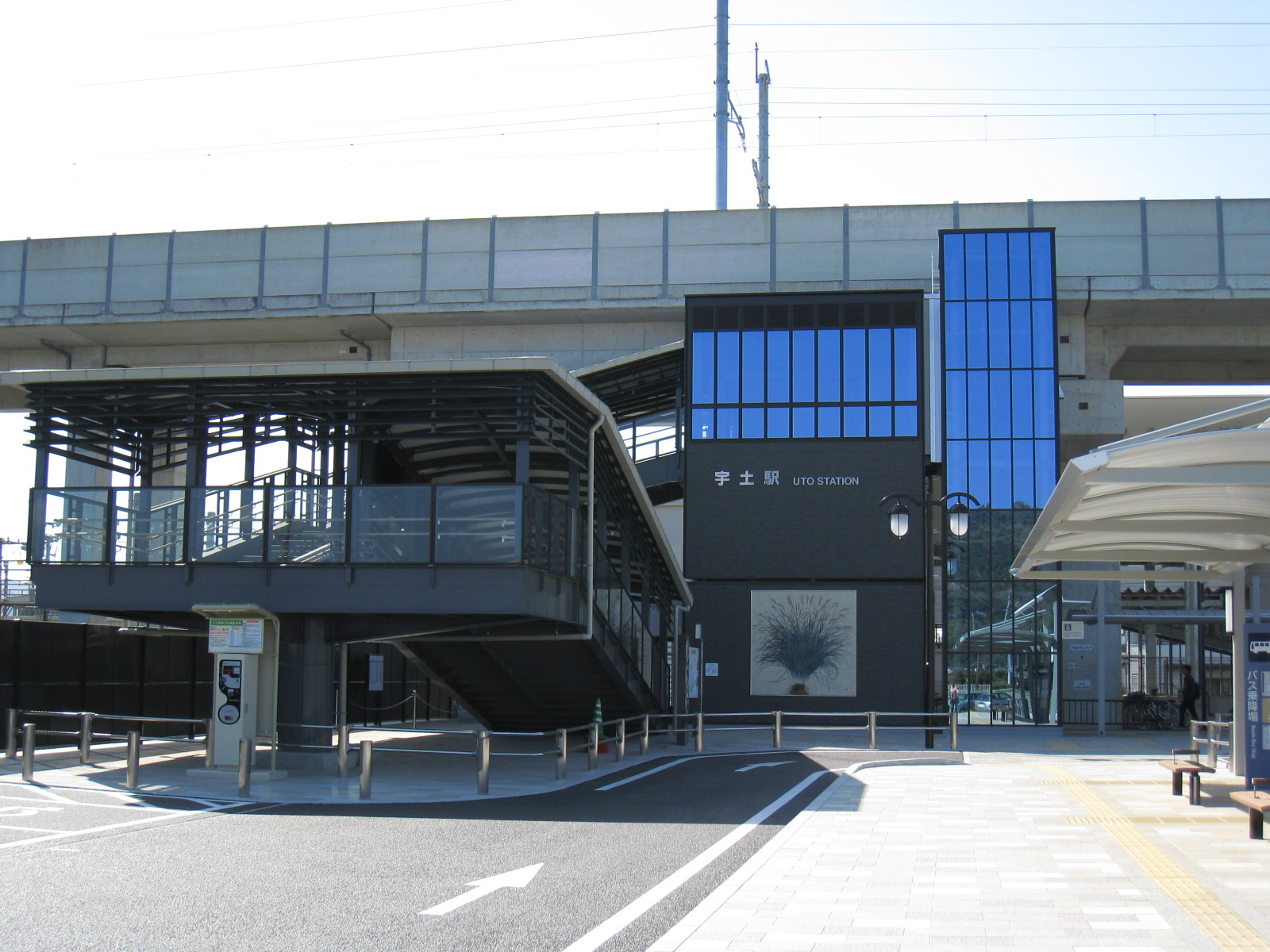
東口駅舎

宇土駅（うとえき）は、熊本県宇土市三拾町にある、九州旅客鉄道（JR九州）の駅である。

## 概要
宇土市の中心駅である。鹿児島本線を所属線とし、当駅を起点とする三角線を加えた2路線が乗り入れる。なお三角線の列車は全て鹿児島本線熊本駅を起点としており、熊本駅 - 当駅間と三角線を合わせて「あまくさみすみ線」の愛称が用いられている。
かつては鹿児島本線優等列車がごく一部停車していた。2011年3月12日のダイヤ改正で当駅に停車する優等列車が一時は無くなったが、同年10月8日からあまくさみすみ線の観光特急「A列車で行こう」が停車するようになった。2019年3月16日改正まで肥薩おれんじ鉄道線から直通していた快速「スーパーおれんじ」は優等列車ではないが、設定当初から直通取り止め休止まで一貫して通過していた。

## 歴史
この駅を開業させたのは九州鉄道（初代）である。1895年（明治28年）1月28日に川尻駅から松橋駅までが開通して当駅が開業。その後熊本方面と天草・島原との連絡のため1899年（明治32年）12月25日に当駅から三角駅までが開通しこの駅は分岐駅となった。
九州鉄道国有化は1907年（明治40年）7月1日の事である。その後1909年（明治42年）10月12日には線路名称が制定され門司駅（現・門司港駅）から八代駅を経て人吉駅までが人吉本線、当駅 - 三角駅間が三角線とされた。人吉本線の名前は長く続かず同じ年の11月21日には人吉駅 - 吉松駅間開通によって門司駅（現・門司港駅）から鹿児島駅までが一本の線路で繋がったのでこの区間が鹿児島本線とされた。
その後は1987年（昭和62年）4月1日、国鉄分割民営化により九州旅客鉄道（JR九州）に継承され現在に至る。

### 年表
- 1895年（明治28年）1月28日：九州鉄道（初代）の駅として開設[3]。
- 1899年（明治32年）12月25日：宇土 - 三角駅間開通（三角線の前身）[5]。
- 1907年（明治40年）7月1日：九州鉄道（初代）が国有化され帝国鉄道庁が所管[5]。
- 1909年（明治42年）
  - 10月12日：線路名称制定され門司（現・門司港駅） - 人吉駅間が人吉本線、当駅 - 三角駅間を三角線と命名[5]。
  - 11月21日：当駅 - 人吉駅 - 鹿児島駅間を鹿児島本線に制定命名。
- 1934年（昭和9年）6月1日：当駅を起点とする省営バス佐俣線が開通。
- 1945年（昭和20年）8月10日：空襲による被災で駅舎全焼[6]。
- 1947年（昭和22年）9月：駅舎再建。
- 1949年（昭和24年）5月30日：宇土駅発、三角駅着のお召し列車が運行（昭和天皇の戦後巡幸）[7]。
- 1969年（昭和44年）12月20日：国鉄バス佐俣線廃止。
- 1984年（昭和59年）2月1日：貨物取扱廃止[3]。
- 1985年（昭和60年）3月14日：荷物扱い廃止[3]。
- 1987年（昭和62年）4月1日：国鉄分割民営化に伴い、JR九州が承継[5]。
- 2009年（平成21年) 11月1日：東口設置、橋上駅舎化。
- 2012年（平成24年）12月1日：交通系ICカードSUGOCA対応[8]。

※但し、当駅から先の緑川・住吉方面「三角線」（あまくさみすみ線）には非対応。
- 2023年（令和5年）10月1日：駅営業形態をJR九州サービスサポートによる業務委託駅から[9]、九州旅客鉄道本体による直営駅へ変更[10]。

## 駅構造
島式ホーム1面2線と通過線1線を有する地上駅で橋上駅舎を備える。東口と西口は自由通路で結ばれている。駅構内には三角線のCTCセンターが併設されていたが、現在は熊本駅へと機能移転している。2023年10月より直営駅になった。開業当時の初代駅本屋は太平洋戦争末期、米軍の宇土空襲により焼失した。
九州新幹線建設と併せて東口を新設し、駅全体がリニューアルされた。JR九州が運営する直営駅であり、みどりの窓口が設置されている。

### のりば
| のりば | 路線                                  | 方向 | 行先                           | 備考          |
| ------ | ------------------------------------- | ---- | ------------------------------ | ------------- |
| 1      | ■鹿児島本線 （■あまくさみすみ線含む） | 上り | 熊本・大牟田・久留米・博多方面 |               |
| 2      | ■鹿児島本線                           | 下り | 新八代・八代方面               |               |
| 2      | ■あまくさみすみ線                     | 下り | 三角方面                       | 一部1番のりば |

過去ののりばについて
2009年10月31日までは、駅舎側から1番線（熊本方面）・2番線（特急往来時期の待避線）・3番線（八代・三角方面）の2面3線だった。

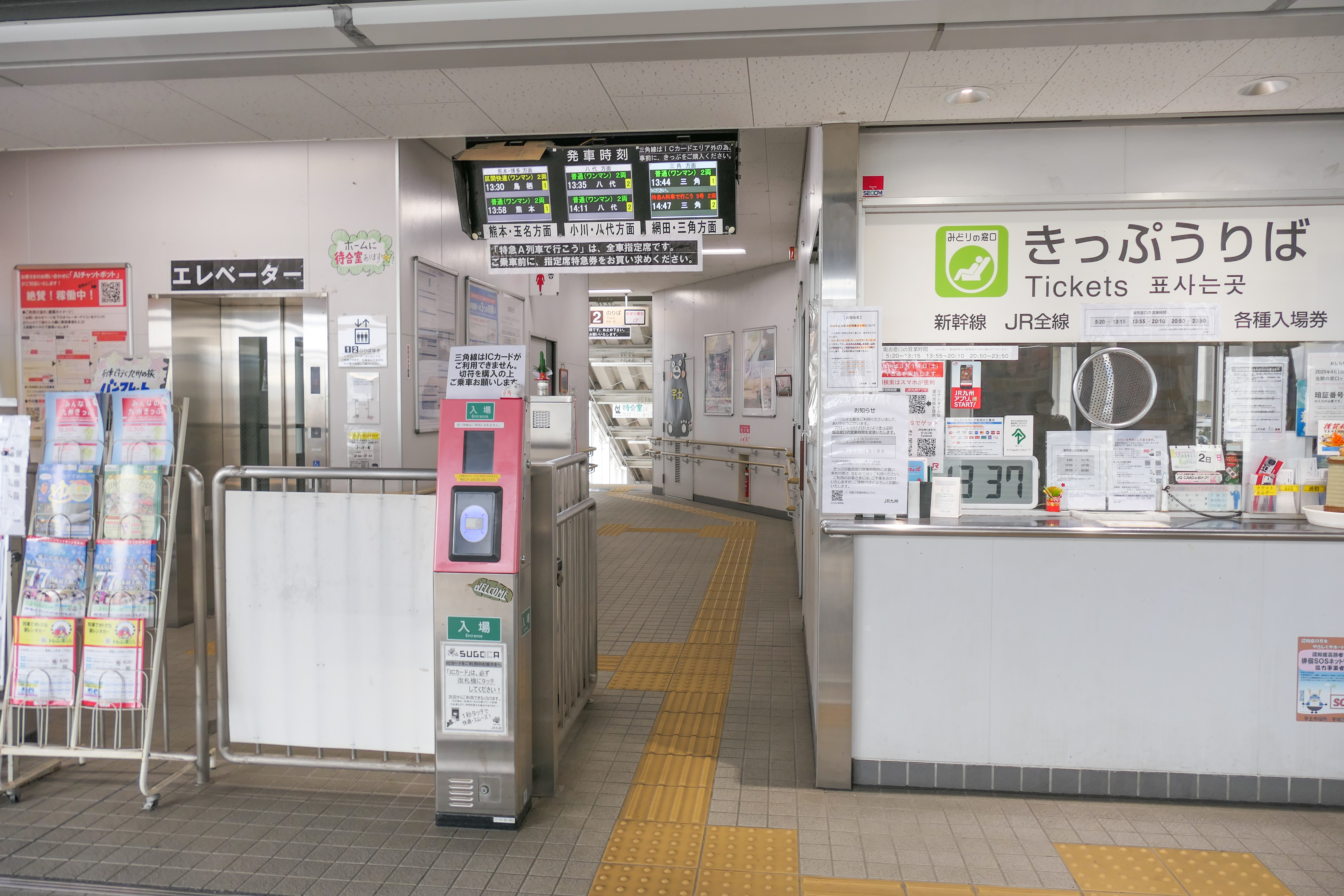
改札口
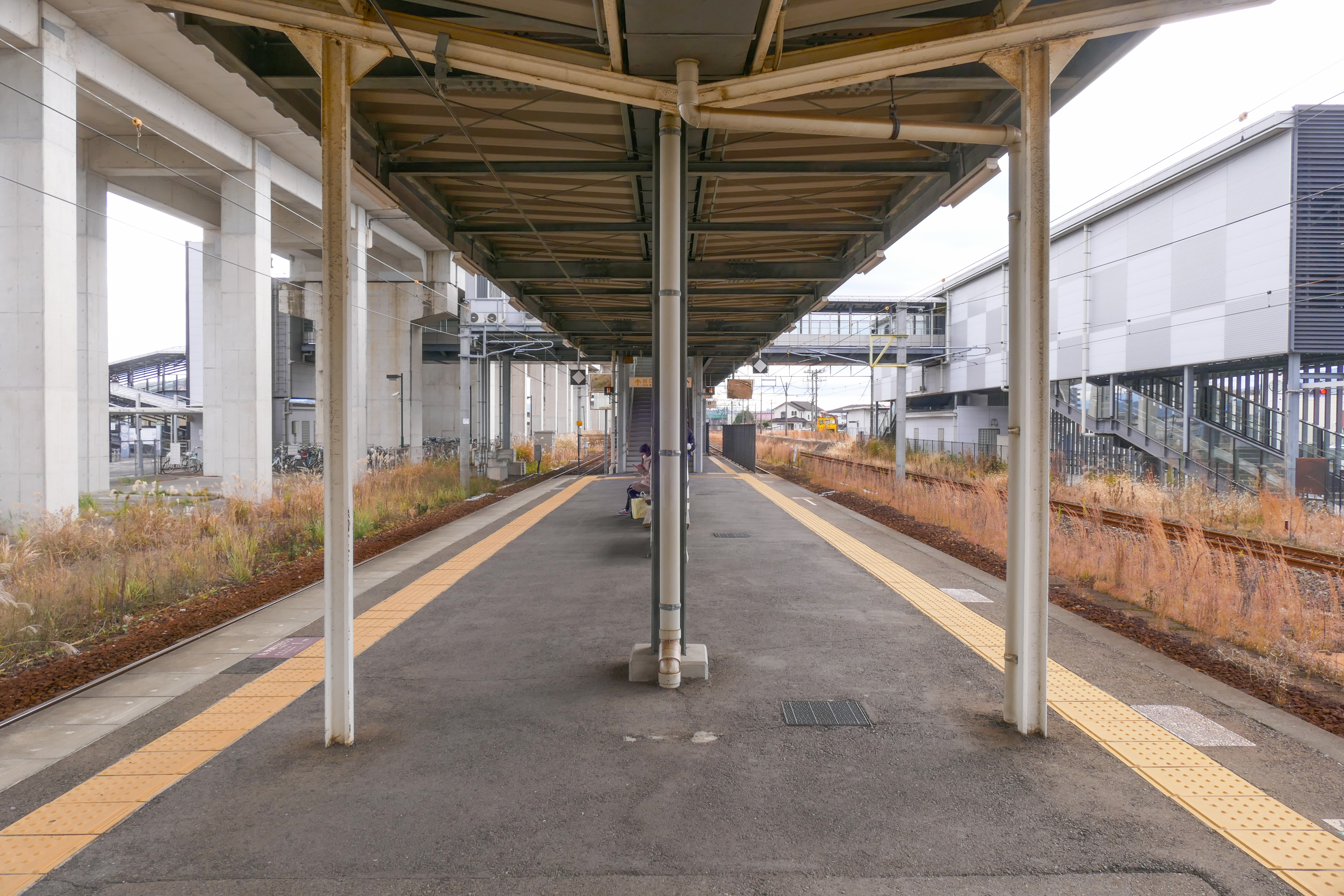
ホーム
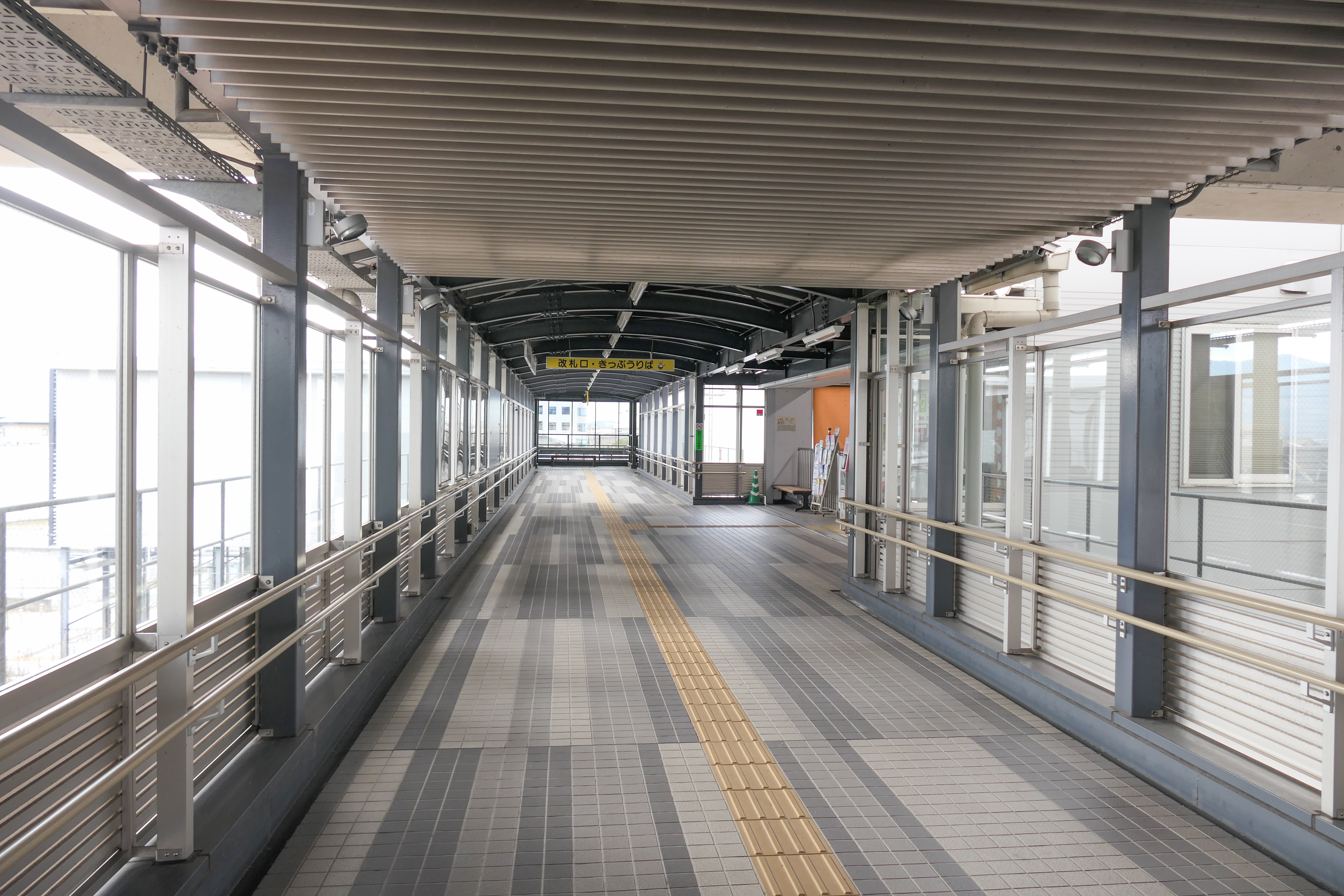
自由通路
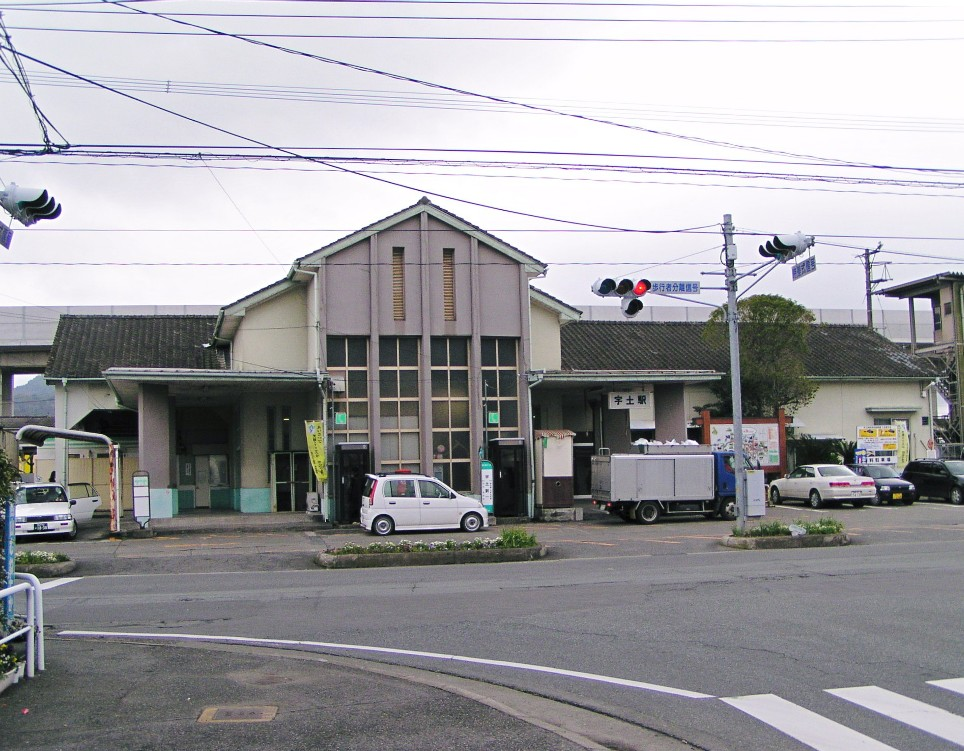
1947年から2009年まで使われた旧駅舎

## 利用状況
- 1日平均乗降人員の推移は以下の通り。

| 年度   | 1日平均 乗車人員 | 1日平均 乗降人員 |
| ------ | ---------------- | ---------------- |
| 2006年 | 1,694            | 3,351            |
| 2007年 | 1,711            | 3,386            |
| 2008年 | 1,717            | 3,392            |
| 2009年 | 1,647            | 3,259            |
| 2010年 | 1,740            | 3,447            |

JR九州のサイトで公表されている乗車人員数データに基づく2016年度以降の1日平均乗車人員の推移は以下の通り。2024年度の1日平均乗車人員は1819人である。
| 年度   | 1日平均 乗車人員 | 増加率 |
| ------ | ---------------- | ------ |
| 2016年 | 1,838            | 5.6%   |
| 2017年 | 1,863            | 1.1%   |
| 2018年 | 1,888            | 1.3%   |
| 2019年 | 1,929            | 2.2%   |
| 2020年 | 1,504            | -22.0% |
| 2021年 | 1,612            | 7.2%   |
| 2022年 | 1,725            | 7.0%   |
| 2023年 | 1,819            | 5.4%   |

## 駅周辺
南北に在来線線路と九州新幹線の線路が平行して走っている。三角線は当駅の南側で鹿児島本線から西側に分かれる。宇土市の中心部は当駅から南に800mほど離れており、駅周辺は街外れであったが近年は周辺にも住宅が増え、カインズ等の商業施設も進出している。
- 宇土駅前郵便局
- 宇城広域連合消防本部北消防署
- 宇土市役所
- 熊本県道297号川尻宇土線 - 駅前を南北に走る道。
- 国道3号
- 国道57号
- SAKODAホームファニシングス熊本店
- クロス21UTO（マックスバリュ・ケーズデンキ・スポーツデポ他）
- カインズ熊本宇土店
- 熊本県立宇土高等学校
- JR九州電気システム南部九州支社

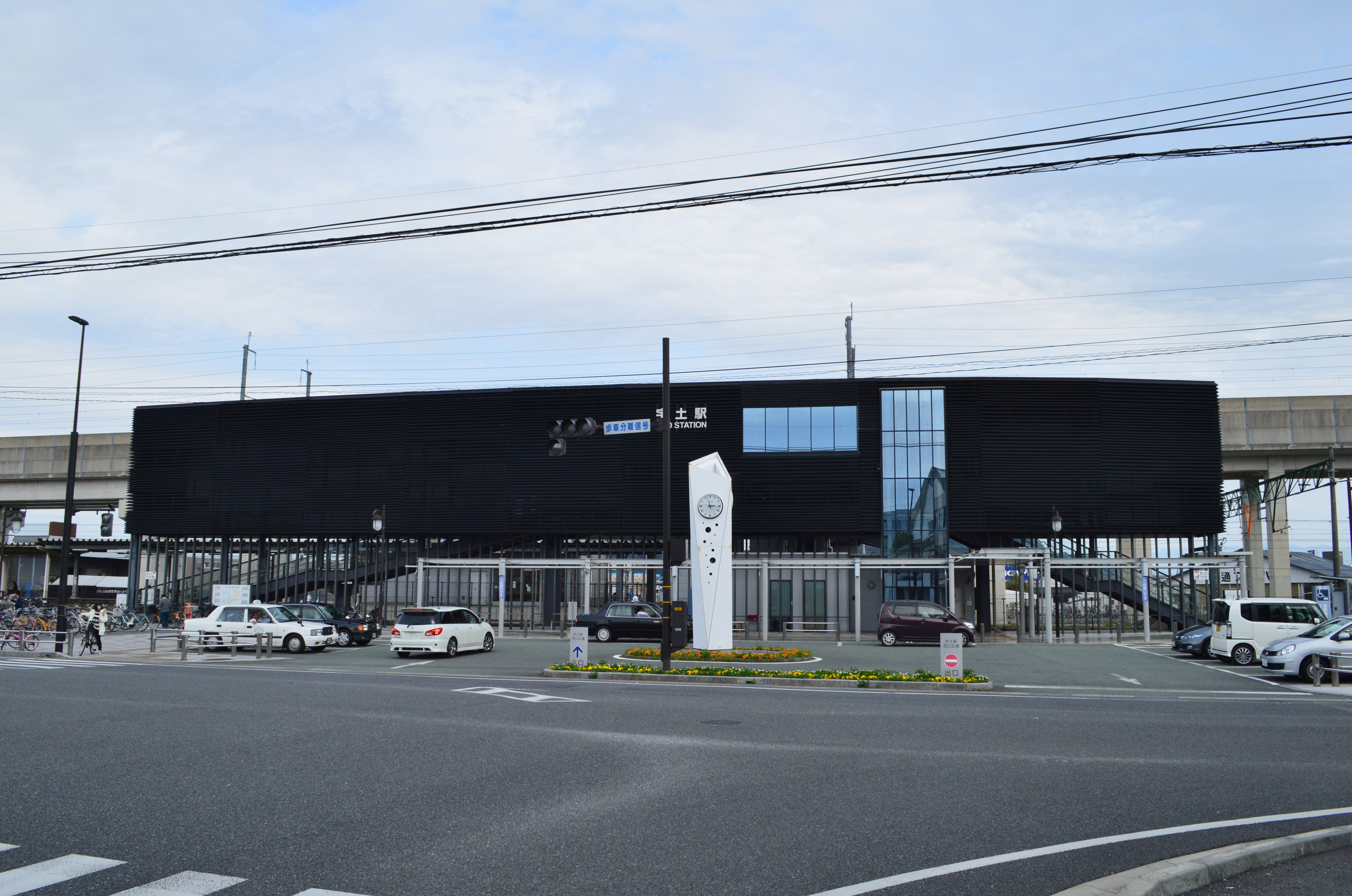
西口ロータリー
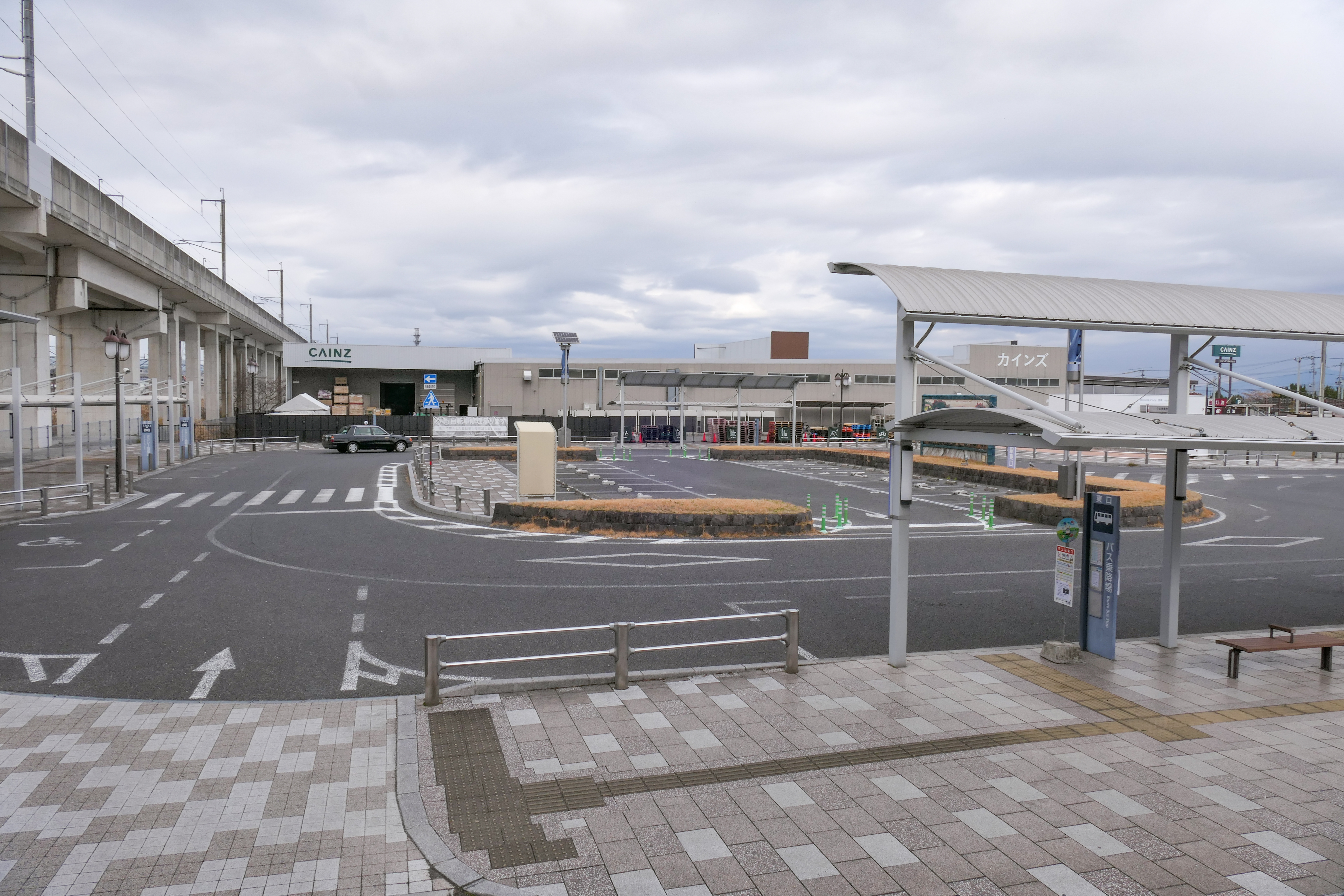
東口ロータリー

## バス路線
- 宇土駅の駅西側に「宇土駅前」停留所があり産交バスの本町・松橋、川尻市道経由熊本桜町バスターミナル（以下「桜町BT」）方面や国道57号経由三角方面の一般路線バスが利用可能。

同じく駅西側ロータリーには、宇土市のミニバス「のんなっせ」が利用できる。
- 宇土駅東側に「宇土駅東口」停留所があり、こちらは熊本市内と上天草市・天草市（本渡）を結ぶ都市間快速バス「あまくさ号」が乗り入れるほか一般路線バスは産交バスの国道3号経由桜町BTや旧・国道3号経由松橋行き、熊本バスの城南町方面の一般路線バスが利用可能。
- 産交バスが委託運行する宇土市街を循環運行する「行長しゃん号」は右回り・左回りとも「宇土駅前」・「宇土駅東口」両停留所で利用可能。

| 停留所名                         | 運行事業者                                                         | 行先                                                                  | 備考                            |
| 宇土駅西側                       | 宇土駅西側                                                         | 宇土駅西側                                                            | 宇土駅西側                      |
| -------------------------------- | ------------------------------------------------------------------ | --------------------------------------------------------------------- | ------------------------------- |
| 宇土駅前                         | 産交バス                                                           | R1-5：桜町BT・水道町・県会議事堂（川尻市道経由)                       |                                 |
| 宇土駅前                         | 産交バス                                                           | R1-5：松橋産交（宇土本町二丁目経由)                                   | 平日朝7時台、当停留所始発便あり |
| 宇土駅前                         | 産交バス                                                           | - ： 松橋産交（宇土本町二丁目・松橋駅経由)                            | 平日朝1便のみ                   |
| 宇土駅前                         | 産交バス                                                           | - ：三角産交（赤瀬経由)                                               | 当停留所始発、日祝日は運休      |
| 宇土駅前                         | 行長しゃん号（産交バス受託運行）                                   | 循環線左回り：宇土市役所・宇土高校第3グラウンド前・宇土市民会館前方面 | 日曜日運休                      |
| 宇土駅西口                       | ミニバス「のんなっせ」（宇土市）                                   | 宇土北部線：住吉団地(走潟地区経由)                                    | 月曜・水曜・木曜運行            |
| 宇土駅西口                       | ミニバス「のんなっせ」（宇土市）                                   | 網津・緑川線：赤木防火水槽(住吉駅前・旧網津支所経由)                  | 月曜・木曜・金曜運行            |
| 宇土駅西口                       | ミニバス「のんなっせ」（宇土市）                                   | 花園北部線：三日区公民館(花園台・宇土スポーツセンター経由)            | 水曜・金曜運行                  |
| 宇土駅西口                       | ミニバス「のんなっせ」（宇土市）                                   | 花園南部線：百合ヶ丘(花園小学校経由)                                  | 水曜・金曜運行                  |
| 宇土駅西口                       | ミニバス「のんなっせ」（宇土市）                                   | 轟線：下松山地域学習センター(轟水源広場前経由)                        | 木曜のみ運行                    |
| 宇土駅東側                       |                                                                    |                                                                       |                                 |
| 宇土駅東口                       |                                                                    |                                                                       |                                 |
| 産交バス                         | AM（快速あまくさ号）：桜町BT（熊本駅経由）                         |                                                                       |                                 |
| 産交バス                         | AM（快速あまくさ号）：本渡バスセンター・産交車庫前（天草五橋経由） |                                                                       |                                 |
| 産交バス                         | R3-4・R3-5：桜町BT（国道3号経由）                                  | R3-4系統は当停留所始発                                                |                                 |
| 産交バス                         | R3-5：松橋産交（ショッピングプラザ宇土前経由）                     | 本数少                                                                |                                 |
| 熊本バス                         | M6-2：桜町BT（木原不動前・城南・イオンモール熊本経由）             | 本数少、日祝日は運休                                                  |                                 |
| 行長しゃん号（産交バス受託運行） | 循環線右回り：トライアル前・宇土シティモール南口行き               | 日曜日運休                                                            |                                 |

## 隣の駅
九州旅客鉄道（JR九州）
■鹿児島本線
■区間快速・■普通
富合駅 - 宇土駅 - 松橋駅
■あまくさみすみ線（三角線、ただし熊本駅 - 当駅間は鹿児島本線）
- 臨時観光特急「A列車で行こう」停車駅

■普通
富合駅 - 宇土駅 - 緑川駅